# Моэ, Маргот
Маргот Моэ (норв. Margot Gudrun Moe; 15 марта 1899 года, Осло, Норвегия — 12 марта 1988 года, Осло, Норвегия) — фигуристка из Норвегии, бронзовый призёр чемпионата мира 1922 года, пятикратная чемпионка Норвегии, участница летних Олимпийских игр 1920 года  в женском одиночном катании.

## Спортивные достижения
| Соревнования/Сезоны     | 1919 | 1920 | 1921 | 1922 | 1923 |
| ----------------------- | ---- | ---- | ---- | ---- | ---- |
| Зимние Олимпийские игры |      | 5    |      |      |      |
| Чемпионаты мира         |      |      |      | 3    |      |
| Nordic Championships    |      |      | 3    |      |      |
| Чемпионаты Норвегии     | 1    | 1    | 1    | 1    | 1    |